# Adiabatisk
Udtrykket adiabatisk betyder "uden at udveksle varme med omgivelserne".

Indenfor meteorologien bruges det ofte til at beskrive de mekanismer der får varme luftmasser til at stige til vejrs (den såkaldt tør-adiabatiske proces) og eventuelt danne skyer (ved den fugt-adiabatiske proces).
Indenfor astrofysikken betegner det ofte legemers sammentrækning, i tilfælde hvor der ikke sker tab af varmeenergi.